# Huehuecoyotl

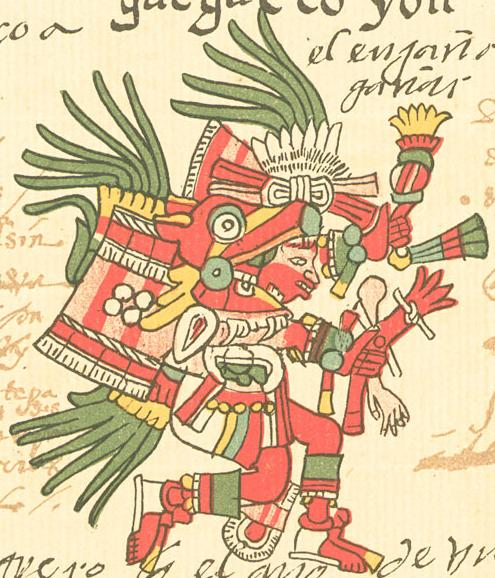
Huehecoyotl nel Codice Telleriano-Remensis.

Nella mitologia azteca, Huehuecoyotl o "Ueuecoyotl", in nahuatl "vecchio coyote", è il dio della musica, della danza e della canzone.
Si tratta di una divinità delle tribù Otomi, di lingua nahuatl,  che furono sottomesse agli Aztechi.
Egli è raffigurato nel Codice Borbonicus come un coyote danzante con le mani e i piedi umani, accompagnato da un batterista.